# Carlos Aguiar Retes
Carlos Aguiar Retes (sinh 1950) là một Hồng y người Mexicô của Giáo hội Công giáo Rôma. Hồng y Retes đảm nhận rất nhiều trọng trách trong Giáo hội Công giáo tại Mexico, cũng như khu vực Châu Mỹ Latinh. Ông hiện đảm nhận vị trí Tổng giám mục chính tòa Tổng giáo phận México. Trước đó, ông từng đảm nhận nhiều vai trò quan trọng khác như: Tổng giám mục Tổng giáo phận Tlalnepantla, Chủ tịch Hội đồng Giám mục Mexicô, Tổng Thư kí Liên Hội đồng Giám mục Châu Mỹ Latinh (2000 - 2003) rồi Phó Chủ tịch I Liên Hội đồng Giám mục Châu Mỹ Latinh (2003 - 2007), sau đó giữ chức danh chủ tịch từ 2011 đến 2015.

## Tiểu sử
Hồng y Carlos Aguiar Retes sinh ngày 9 tháng 1 năm 1950, tại Mexico. Sau quá trình tu học dài hạn tại các cơ sở chủng viện theo quy định của Giáo luật, ngày 24 tháng 12 năm 1971, ông được phong chức Phó tế cho Giáo phận Tepic, Nayarit, bới Giám mục chủ sự Adolfo Antonio Suárez Rivera. Sau đó ít lâu, ngày 22 tháng 4 năm 1973, Phó tế Retes tiến đến việc được truyền chức linh mục, chủ sự nghi thức cũng là Giám mục Rivera.
Sau gần 25 năm phục vụ trên cương vị linh mục, ngày 28 tháng 5 năm 1997, tin tức từ Tòa Thánh loan đi quyết định bổ nhiệm của Giáo hoàng, thông cáo cho biết Giáo hoàng đã tuyển chọn linh mục Carlos Aguiar Retes làm Giám mục chính tòa Giáo phận Texcoco, México. Lễ tấn phong cho vị tân chức đã được cử hành sau đó vào ngàu 29 tháng 6 cùng năm, với phần nghi thức truyền chức chính yếu được cử hành cách trọng thể bởi 3 giáo sĩ cấp cao. Chủ phong cho tân giám mục là Hồng y Adolfo Antonio Suárez Rivera, Tổng giám mục Tổng giáo phận Monterrey, Nuevo León. Hia vị còn lại, với vai trò phụ phong, gồm có Giám mục Magín Camerino Torreblanca Reyes, nguyên Giám mục Texcoco và Giám mục Alfonso Humberto Robles Cota, Giám mục chính tòa Giáo phận Tepic. Tân giám mục chọn cho mình châm ngôn:Que todos sean uno.
Mười hai năm sau khi được chọn làm Giám mục, ngày 5 tháng 2 năm 2009, Tòa Thánh ra thông cáo chọn Giám mục Retes làm Tổng giám mục chính tòa Tổng giáo phận Tlalnepantla, México. Tân Tổng giám mục sau đó đã đến nhận giáo phận vào ngày 31 tháng 3 cùng năm.
Qua Công nghị Hồng y 2016 được cử hành vào ngày 19 tháng 11, Giáo hoàng Phanxicô đã vinh thăng Tổng giám mục Carlos Aguiar Retes tước Hồng y Đẳng linh mục, Hiệu tòa là Nhà thờ Santi Fabiano e Venanzio a Villa Fiorelli. Ngày 11 tháng 6 năm 2017, Tân Hồng y đã đến nhận nhà thờ hiệu tòa của mình.
Ngày 7 tháng 12 năm 2017,Tòa Thánh thông cáo thuyên chuyển Hồng y Retes về thủ đô México làm Tổng giám mục Tổng giáo phận cùng tên. Các nghi thức nhậm chức dự được cử hành vào ngày 5 tháng 2 năm 2018.
Ngoài các chức danh chính thức, Hồng y Retes cũng từng đảm nhiệm nhiều chức danh quan trọng khác như Chủ tịch Hội đồng Giám mục Mexicô từ năm 2006 đến năm 2012, Tổng Thư kí Liên Hội đồng Giám mục Châu Mỹ Latinh (2000 - 2003) rồi Phó Chủ tịch I Liên Hội đồng từ năm 2003 đến ngày 12 tháng 7 năm 2007, sau đó giữ chức danh chủ tịch từ ngày 19 tháng 5 năm 2011 đến ngày 13 tháng 5 năm 2015.